# Ortaloptera
Ortaloptera är ett släkte av tvåvingar. Ortaloptera ingår i familjen borrflugor.
Kladogram enligt Catalogue of Life:
| Ortaloptera | \| \| Ortaloptera callistomyia \| \| \| \| \| \| Ortaloptera cleitamina \| \| \| \| |
|             | \| \| Ortaloptera callistomyia \| \| \| \| \| \| Ortaloptera cleitamina \| \| \| \| |
|             | Ortaloptera callistomyia                                                            |
|             |                                                                                     |
|             | Ortaloptera cleitamina                                                              |
|             |                                                                                     |